# پادشاه چوبون
پادشاه چوبون (به کره‌ای: 조분왕)، (سلطنت: ۲۳۰~۲۴۷ میلادی)؛ یازدهمین پادشاه شیلا یکی از سه پادشاهی کره بود. او نوه پادشاه بولهیو و یکی از پادشاهان خاندان سوک بود. او پسر گولجونگ و بانو اوگمو (دختر کیم گودو) بود.
سامگوک ساگی همچنین گزارش می دهد که کشور کوچک گامون‌گوک (نزدیک گیمچون کنونی) توسط ژنرال سوک اورو در سال ۲۳۱ میلادی فتح شد.  نیروهای ژاپنی به پایتخت حمله کردند اما پادشاه چوبون درسال ۲۳۲ میلادی در برابر ژاپنی ها پیروز شد. گولبول‌گوک (نزدیک به یونگچون کنونی) درسال ۲۳۶ میلادی تسلیم شد. بکجه در سال ۲۳۹ میلادی به مرز غربی شیلا حمله کرد. درگیری با گوگوریو و وا در زمان سلطنت چوبون رخ داد.

## خانواده
- پدربزرگ: پادشاه بولهیو
- پدر: سوک گولجونگ
- مادر: ملکه اوگمو از قبیله کیم، دختر کیم گودو و خواهر پادشاه میچو
- همسر:
  - ملکه آیهیه از قبیله سوک، دختر پادشاه نه‌هه
    - دختر: ملکه میونگوون، از قبیله سوک، با سوک اورو ازدواج کرد.
    - دختر: ملکه گوانگمیونگ، از قبیله سوک با پادشاه میچو ازدواج کرد.
    - پسر: سوک گولسوک
      - نوه: پادشاه گیریم پانزدهمین پادشاه شیلا
- صیغه:
  - بانو میسو، دختر پادشاه نه‌هه
    - پسر: پادشاه یوریه چهاردهمین پادشاه شیلا